# تپه مهدی‌آباد
تپه مهدی‌آباد مربوط به سده‌های میانه دوران‌های تاریخی پس از اسلام است و در شهرستان میان‌جلگه، دهستان عشق‌آباد، جنوب شرقی روستای مهدی‌آباد  واقع شده و این اثر در تاریخ ۲ مرداد ۱۳۸۷ با شمارهٔ ثبت ۲۳۰۹۳ به‌عنوان یکی از آثار ملی ایران به ثبت رسیده است.